# Lithobius bayeri
Lithobius bayeri är en mångfotingart som först beskrevs av Folkmanová 1935.  Lithobius bayeri ingår i släktet Lithobius och familjen stenkrypare.
Artens utbredningsområde är Kroatien. Inga underarter finns listade i Catalogue of Life.